# VIII. Ráma híd
A VIII. Ráma híd Thaiföld fővárosában, Bangkokban található. Hivatalosan 2002. szeptember 20-án nyitották meg. A nevét a Csakri-dinasztia egyik királyáról, az 1935 és 1946 között uralkodó VIII. Rámáról kapta. A híd típusa ferde kábeles híd. Az áthidalt akadály a Csaophraja folyó. A híd teljes hossza meghaladja a két kilométert (pontosan 2,45 km-t).

## Fordítás
- Ez a szócikk részben vagy egészben  a   Rama VIII Bridge című angol Wikipédia-szócikk fordításán alapul.  Az eredeti cikk szerkesztőit annak laptörténete sorolja fel. Ez a jelzés csupán a megfogalmazás eredetét és a szerzői jogokat jelzi, nem szolgál a cikkben szereplő információk forrásmegjelöléseként.